# فرت کنت (مین)
فرت کنت(به انگلیسی: Fort Kent) شهری در ایالت مین کشور ایالات متحده آمریکا است که جمعیت آن در سرشماری سال ۲۰۱۰ میلادی، ۲٬۴۸۸ نفر بوده‌است.